# Máriaremete
Máriaremete  (németül: Maria-Einsiedel)  Budapest városrésze a II. kerületben, az egykori Pesthidegkút község területén.

## Fekvése

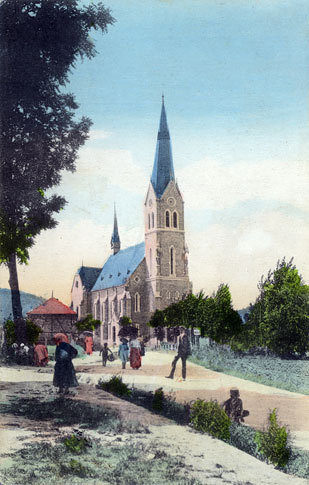
A máriaremetei bazilika 1900 körül (kézzel utószínezett fotó)

Határai: Tátra utca északnyugati oldalán fekvő telkek északnyugati oldalát összekötő vonal Budapest határától – Hímes utca – Máriaremetei út – Áchim András út – Kökény utca – Kokárda utca – Kerényi Frigyes utca – Ördög-árok – Nagyrét utca – Budapest 1949. december 31-i határa (a 176. és 184. sz. határkövek között) – Rézsű utca 82. sz. telek (50860. hrsz.) északnyugati oldala – Budapest határa a Tátra utca északnyugati oldalán fekvő telkek északnyugati oldalát összekötő vonalig.

## Története
A török kiűzése után elnéptelenedett Hidegkútra német telepesek érkeztek a Duna forrásvidékéről. A városrész neve egy Csodatevő Szent Mária képre utal, amelynek a másolatát a 18. század elején az 1713-ban Hidegkútra házasodott Thalwieser Katalin hozta magával Svájcból, Maria-Einsiedler búcsújáróhelyről. A kép eredetileg a gercsei templomba került, majd – ismeretlen okból – a község szélén (a mai templom helyén) egy fára akasztották – 1760-ban már ott volt –, és a környékbeliek oda jártak fohászkodni. A kép első dokumentált csodatétele 1780-ban történt, amikor egy vak budai polgárasszony a kép előtt imádkozva visszanyerte látását.
A csoda emlékére a hívők – az akkori földesúr, nemes Terstyánszky Ignác biztatására – fakápolnát építettek a kép számára, majd ezt az özvegye 1808-1817 között kőkápolnává építtette át, amely híres kegyhellyé vált; 1817-ben ide kerültek át az immár használhatatlanná vált gercsei templom kegytárgyai is. A templom további bővítésére – minekutána az már szűknek bizonyult a hívek és a zarándokok befogadására – 1879-ben egylet alakult; valószínűleg ez volt Magyarországon az első olyan templom, amit nem a püspök vagy a kegyúr, hanem a lakosság hívő része önerőből építtetett. A mai neogót stílusú templomot 1898. április 2-án kezdték építeni, és alig másfél évvel később, 1899. október 1-jén fel is szentelték, Kisboldogasszony tiszteletére. A templomkertben a szentté avatott, Árpád-házi királyok szobrai találhatók.